# Hambantota International Airport
Hambantota International Airport (engelska: Mattala Rajapaksa International Airport) är en flygplats i Sri Lanka. Den ligger i den södra delen av landet, 160 km sydost om huvudstaden Colombo. Hambantota International Airport ligger 52 meter över havet.
Terrängen runt Hambantota International Airport är platt. Runt Hambantota International Airport är det ganska tätbefolkat, med 144 invånare per kvadratkilometer. Närmaste större samhälle är Hambantota, 17,7 km söder om Hambantota International Airport. Omgivningarna runt Hambantota International Airport är en mosaik av jordbruksmark och naturlig växtlighet.